# レゴランド・ジャパン
レゴランド・ジャパン（Legoland Japan Resort）は、愛知県名古屋市港区金城ふ頭にあるレゴブロックのテーマパーク。世界で8番目に開業したレゴランドである。

## 概要

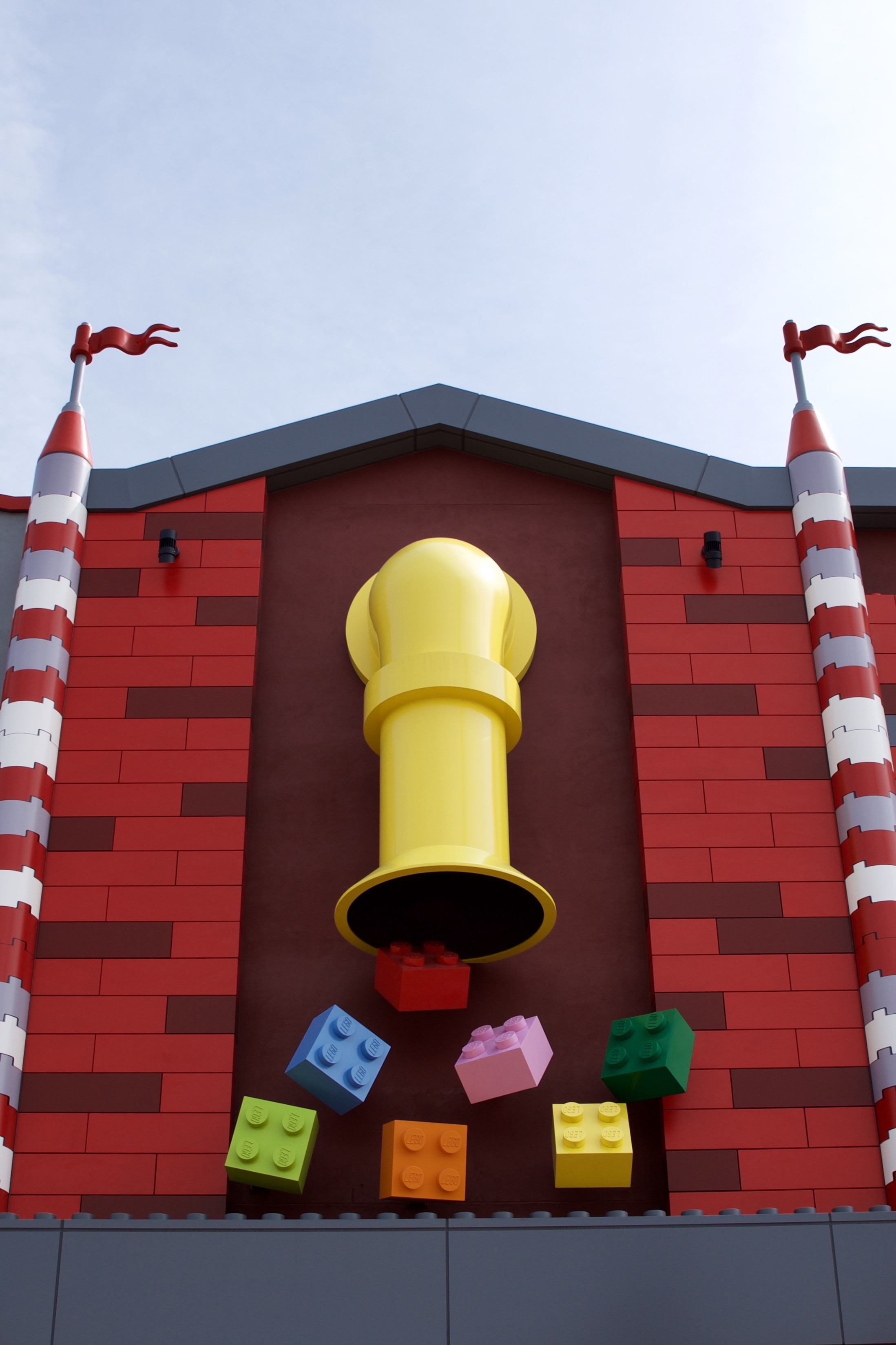
レゴ・ファクトリー

顧客として2歳から12歳の子供とその家族を想定し、レゴブロックそのもので遊ぶことのほか、レゴブロックの世界観を体現し、来客が能動的に体験できるアトラクションを準備している。事業主体はイギリスのマーリン・エンターテイメンツグループが担う。マーリン社は、経営不振となったレゴランドを2005年に買収した投資会社ブラックストーン・グループ傘下の遊戯施設企業で、マダム・タッソー館など世界各地にテーマパークを所有している。また、造成・施設建設工事は大林組が行った。総事業費は約320億円とされる。2017年4月に開業した部分は、第1期で9.3ヘクタールであり、海外で展開する他のレゴランドと比較すると小規模ではあるが、立体的に施設を配置することで同程度の内容を確保しているという。第1期開業後の展開としては、公式ホテルとして「レゴランド・ジャパン・ホテル」の開業、第2期として名古屋市国際展示場第1展示館の跡地（約1.9ヘクタール）開発が予定されている。マーリン社のニック・バーニーCEOによると、東京と大阪の間であり、また日本の中心に位置する名古屋市という立地は、日本初のレゴランドを進出するにふさわしいとしている。休日平均約8,000人の来客を見込む。
運営は2013年にマーリン社が設立した「LEGOLAND Japan合同会社」が行なっている。同社代表は本多良行が2021年より務めている。

## 歴史

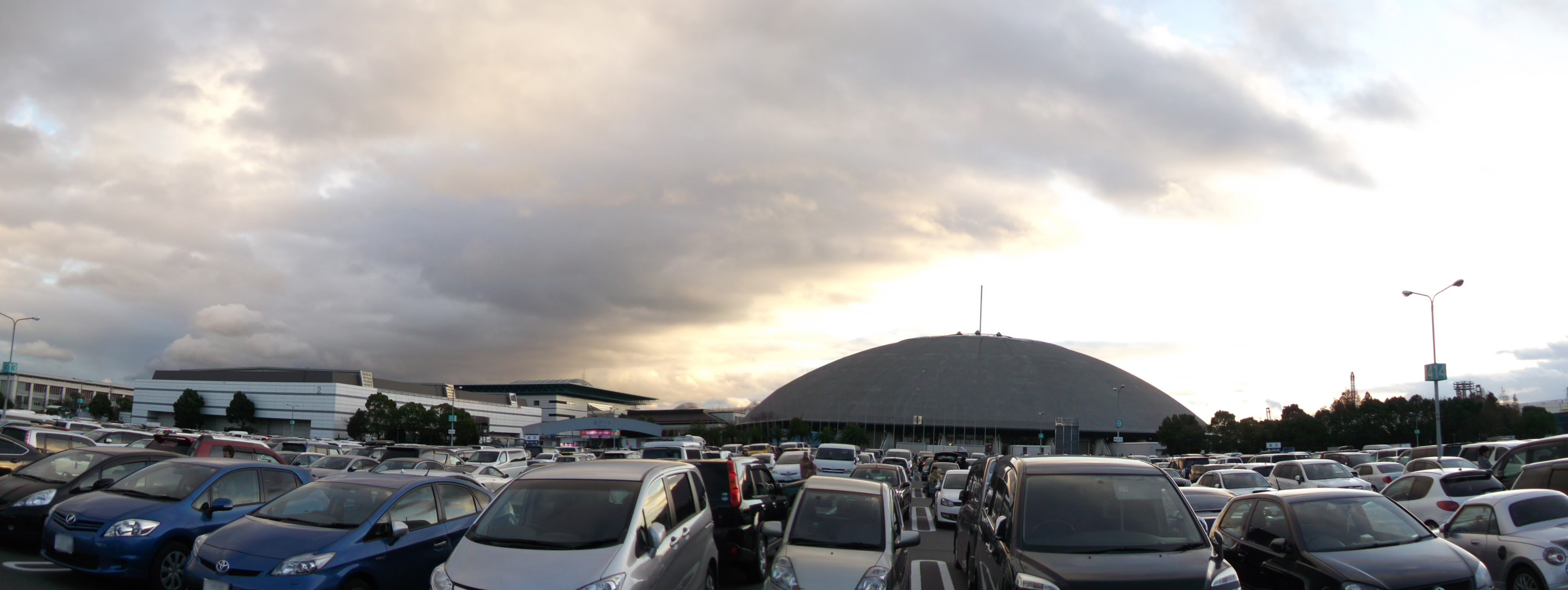
レゴランド建設前の当地の様子（2013年12月）

当地は名古屋港の金城ふ頭エリアに位置する。金城ふ頭は、名古屋港築港13号地として1963年（昭和38年）に土地造成が開始された公有水面埋立地である。また、名古屋港の中央部に位置し、貿易の中心として長く活用されてきた。名古屋市はこの金城ふ頭エリアの一部を「モノづくり文化交流拠点」と位置付け、2008年度から整備を行ってきた。2011年には、その一環としてリニア・鉄道館が開業している。当園は、名古屋市国際展示場北側の駐車場であった土地を利用したもので、前述のとおり2期工事として国際展示場跡地を利用した施設の建設が予定されている。

### 沿革
- 2011年（平成23年） - マーリン社より名古屋市に要望書が提出される[WEB 1]。
- 2013年（平成25年） - 運営会社としてレゴランド・ジャパン株式会社が発足する[WEB 3]。
- 2015年（平成27年）4月15日 - 起工式[WEB 1]。
- 2017年（平成29年）
  - 3月17日 - 報道陣向け内覧会が実施される[中日 1]。
  - 3月19日〜3月21日 - 開業前に発売された特典付き年間パスポート購入者を対象として、プレオープンイベントが実施される[中日 2]。
  - 4月1日 - 正式開業。当日は開園前に約500人が行列を作ったため、予定より早く午前9時前に開門した[朝日 1]。
  - 5月14日 - 水筒の持ち込みが可能になる（ペットボトルの持ち込みは不可）[朝日 2]。
- 2018年（平成30年）
  - 4月15日 - 水族館「シーライフ名古屋」が開業[3]。
  - 4月28日 - 公式ホテル「レゴランド・ジャパン・ホテル」が開業。同時に施設名を「レゴランド・ジャパン・リゾート」（LEGOLAND Japan Resort）に変更。
- 2019年（平成31年/令和元年）
  - 7月1日 - 新エリアとして「レゴニンジャゴー・ワールド」がオープンする[中日 3]。
- 2020年（令和2年）
  - 2月29日 - 2019新型コロナウイルスの影響により、3月15日まで休園を決定[4][5][6]。
- 2024年（令和6年）
  - 5月 - 米国IBCCESより日本のテーマパークとしては初の認定自閉症センター（CAC）の認定を受ける[朝日 3][WEB 10]。
  - 11月 - レゴランド・ジャパン初のクリスマスツリーの点灯およびレゴ・シティエリアのイルミネーションをクリスマス期間限定で行う[WEB 11]

## 園内施設

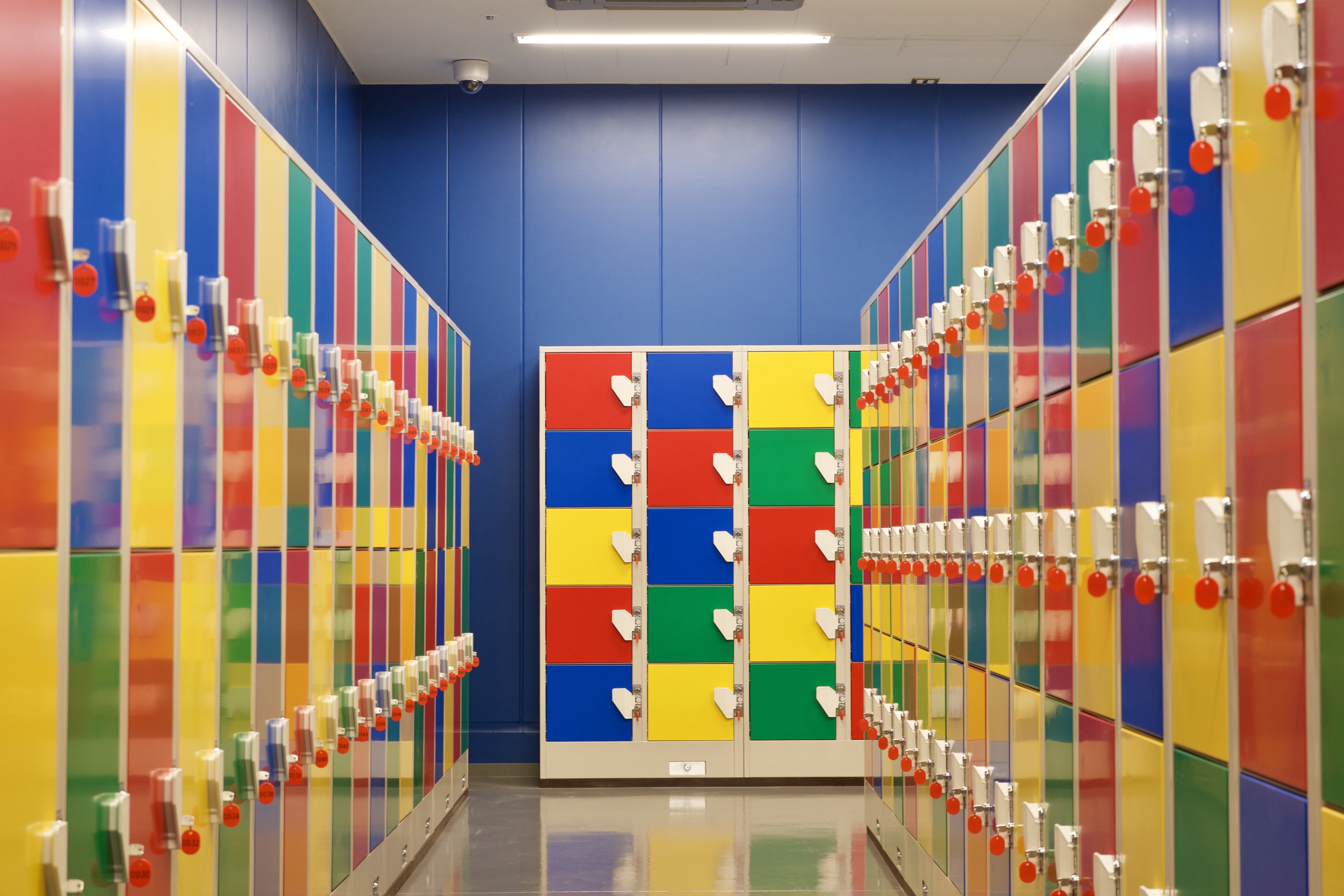
カラフルなコインロッカー

園内は、入場ゲート入ってすぐの「ファクトリー」をはじめとして、「パイレーツ・ショア」・「ナイト・キングダム」・「レゴ・シティ」・「アドベンチャー」・「ブリックトピア」・「ミニランド」「レゴニンジャゴー・ワールド」と大きく8つのエリアに分かれており、それぞれ設定されたテーマによるアトラクションが配置されている。

### ファクトリー
その名が示す通り、レゴブロックの製造過程を見学することができる。また、アジア圏最大級と謳うレゴショップも所在する。

#### レゴ・ファクトリー・ツアー
レゴブロックの製造過程を見学することができるツアー。レゴ社は日本に工場を持たないため、この施設が唯一、日本でレゴブロックを製造している。見学後には、実際にここの機械で作った特製レゴブロックが配られる。
ビッグ・ショップ
アジア最大級のレゴショップ。パーク限定商品もある。

### ブリックトピア

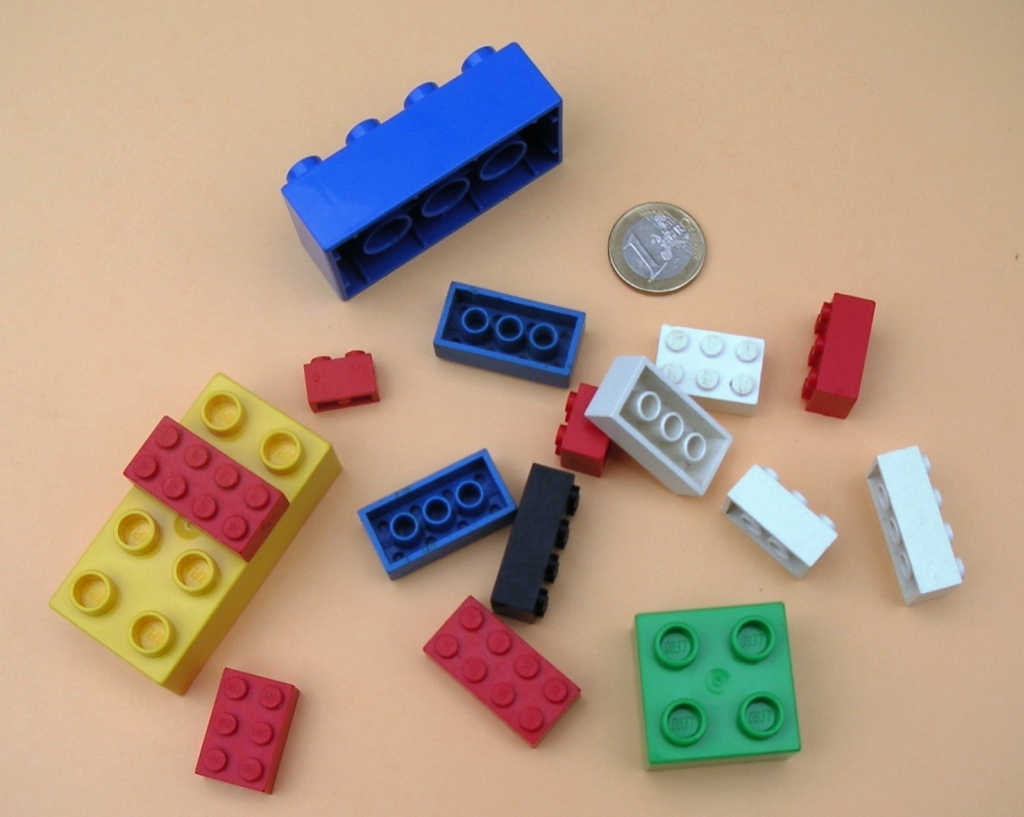
レゴブロックと「デュプロ」の比較

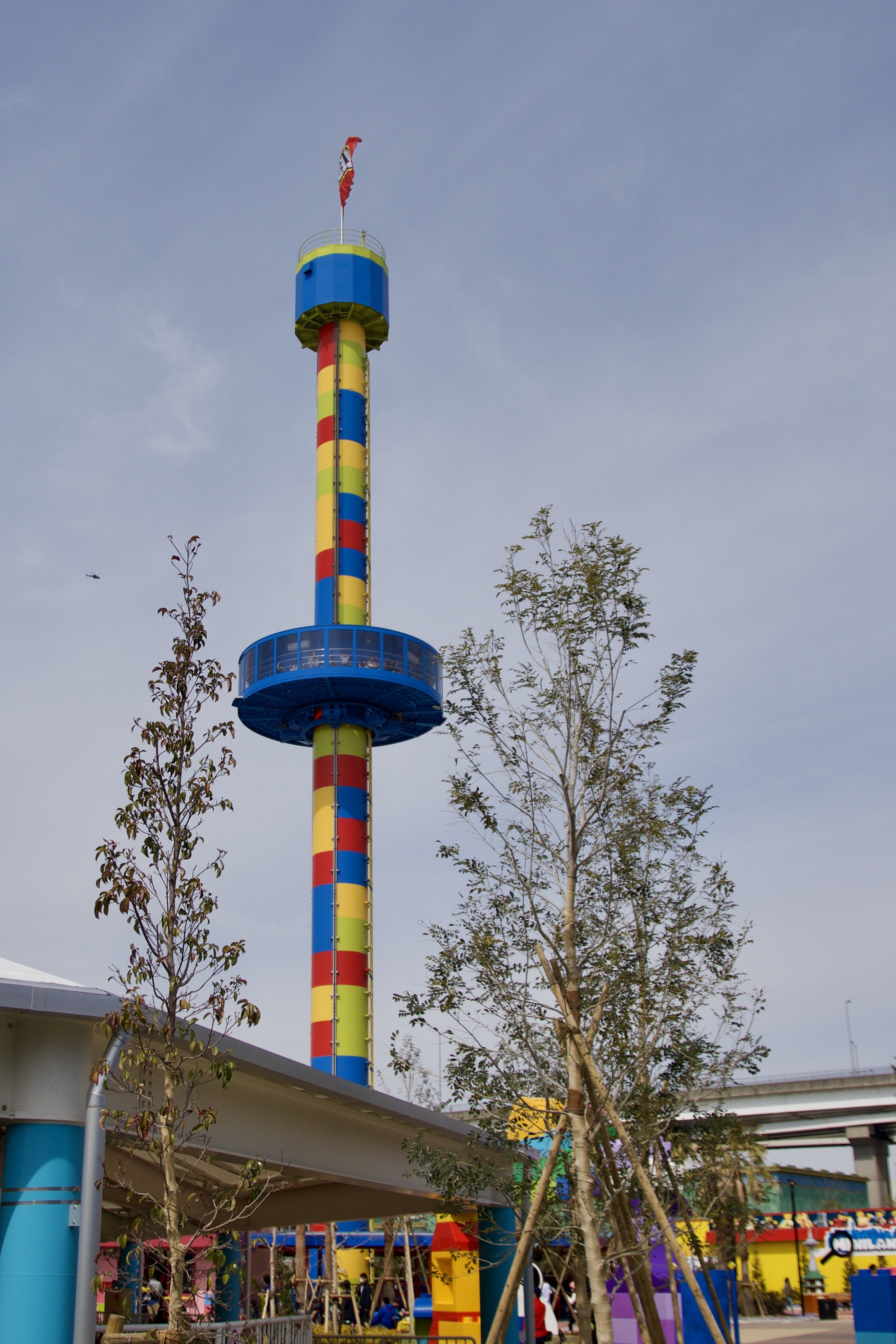
オブザベーション・タワー（2015年3月）

デュプロ・バレー
幼児用のレゴブロックである「デュプロ」をモチーフにした全天候型施設。
オブザベーション・タワー
高さ59.8m、展望43.8mの展望タワーであり、園内を一望することができる。展望席自体が回転しながら上昇する機構となっており、園内はもとより名古屋港や名古屋市内、遠く伊吹山まで見渡すことができるという。
レゴニンジャゴーライブ
レゴニンジャゴーの世界観を再現するため、パペットとプロジェクションマッピングを駆使して行われる舞台。
キャット・クラウド・バスターズ
乗客2人が協力し、ネズミを追いかけるネコとなり、高さ約5mの塔の頂上を目指し、ロープをたぐり寄せるアトラクション。
ブリック・パーティ
様々な乗り物や動物をかたどったメリーゴーラウンド。
イマジネーション・セレブレーション
Pinoの形をしたいわゆるコーヒーカップ。
ビルド・アンド・テスト
実際にレゴブロックで自動車・魚や飛行機などを組み立てたあと、それらを走らせたり泳がせたり飛ばしたりできる施設。
レゴ・クリエイティブ・ワークショップ
レゴモデルの作り方を学べるワークショップ。
ロボティック・プレイセンター
プログラムを組みことで自由に操作できるレゴマインドストームについて学べるワークショップ。

### アドベンチャー

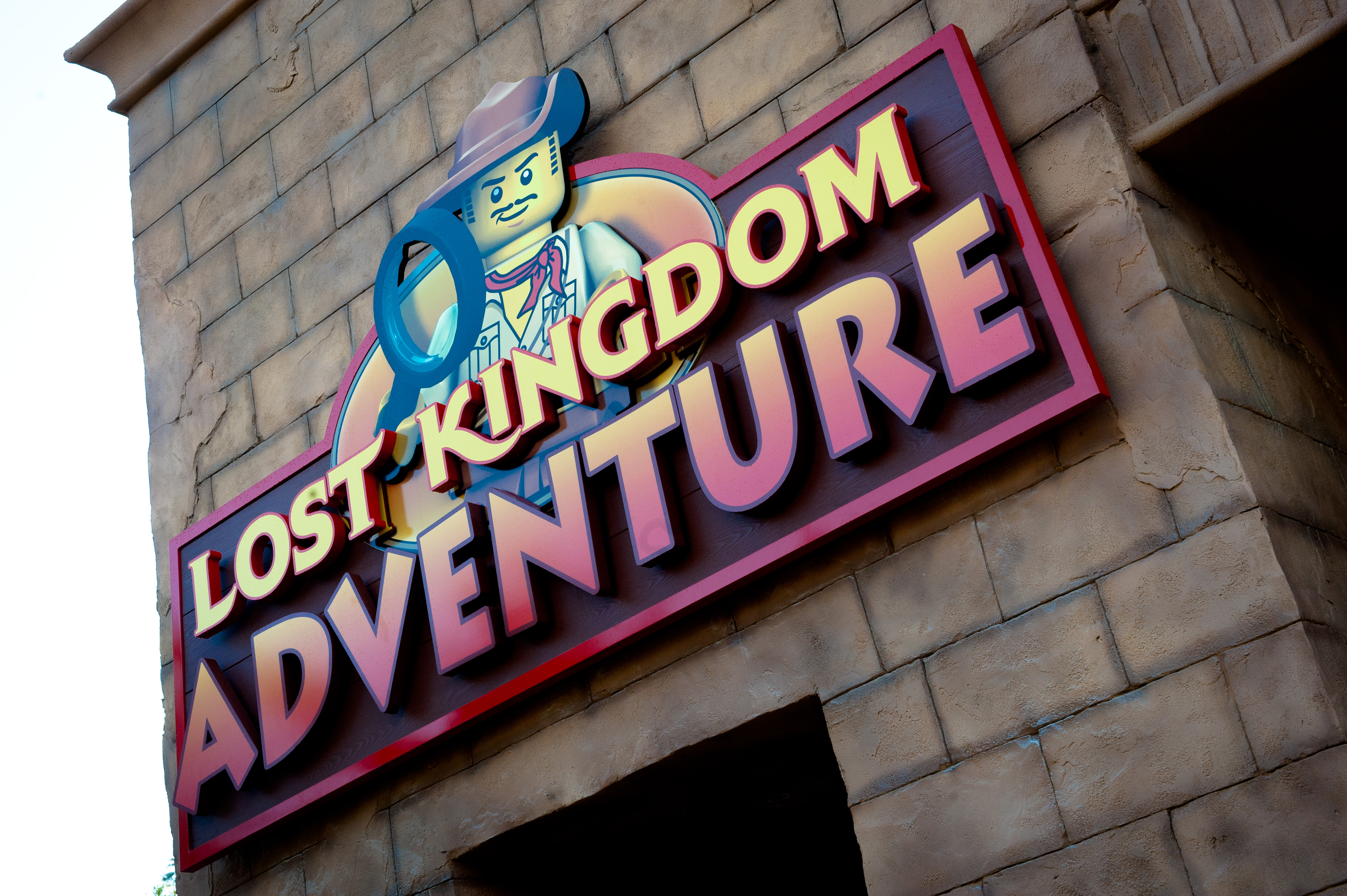
ロスト・キングダム・アドベンチャー（写真はレゴランド・フロリダ）

ロスト・キングダム・アドベンチャー
盗まれた宝物を探し、古代寺院遺跡の中を車に乗って冒険する設定のアトラクション。車にはレーザー銃が備えつけられており、それを用いて色々な標的を狙うことになる。
サブマリン・アドベンチャー
潜水艦に搭乗し、80種類約2,000匹の本物の魚が泳ぐ水槽の中を進むアトラクション。
スクイッド・サーファー
ジェットスキーに搭乗し、水上を進む。
ビートル・バウンス
カブトムシがモチーフになっており、約5mの高さまで座席が上昇する。
ファラオ・リベンジ
ボールプール。
カーゴ・エース
小型飛行機を模した乗り物。
シークレット・チャンバー・オブ・アムセトラ
レゴブロックを自由に組み立てることができる部屋。

### ナイト・キングダム
ザ・ドラゴン
ローラーコースター。乗客はドラゴンに乗り込む形になる。
ドラゴン・アプレンティス
小型のローラーコースター。上記のザ・ドラゴンほどの激しい挙動はなく、より小さい子向け。
マーリン・チャレンジ
レゴブロックで作られた汽車型のミュージックエキスプレス型アトラクション。
マーリン・フライング・マシーン
魔法の乗り物という設定で、遊具全体は軸を中心に回転しつつ、個々の「マシーン」は足下のペダルを漕ぐことで上昇（足を止めると徐々に下降）することができる。

### パイレーツ・ショア
スプラッシュ・バトル
海賊船を模した船が水中を進むアトラクション。乗客は船に付属した水鉄砲で、他の船の乗客や宝箱を狙うことができる。また、アトラクションの周囲にも水鉄砲が設置されており、乗客でない見物人も海賊船を狙うことができる。このアトラクションの性質上、乗客は水に濡れるため、事前にレゴランドポンチョ（大人用600円、子供用300円）を着るか、終了後に全身ドライヤー（1回300円）により乾かす必要がある。
アンカー・アウェイ!
いわゆるバイキングであるが、通常の前後の動きのほか、左右の動きが追加されており、海賊船が荒波の中を進む気分を味わうことができるという。
キャスタウェイ・キャンプ
海賊船を模したフィールドアスレチック。

### ミニランド

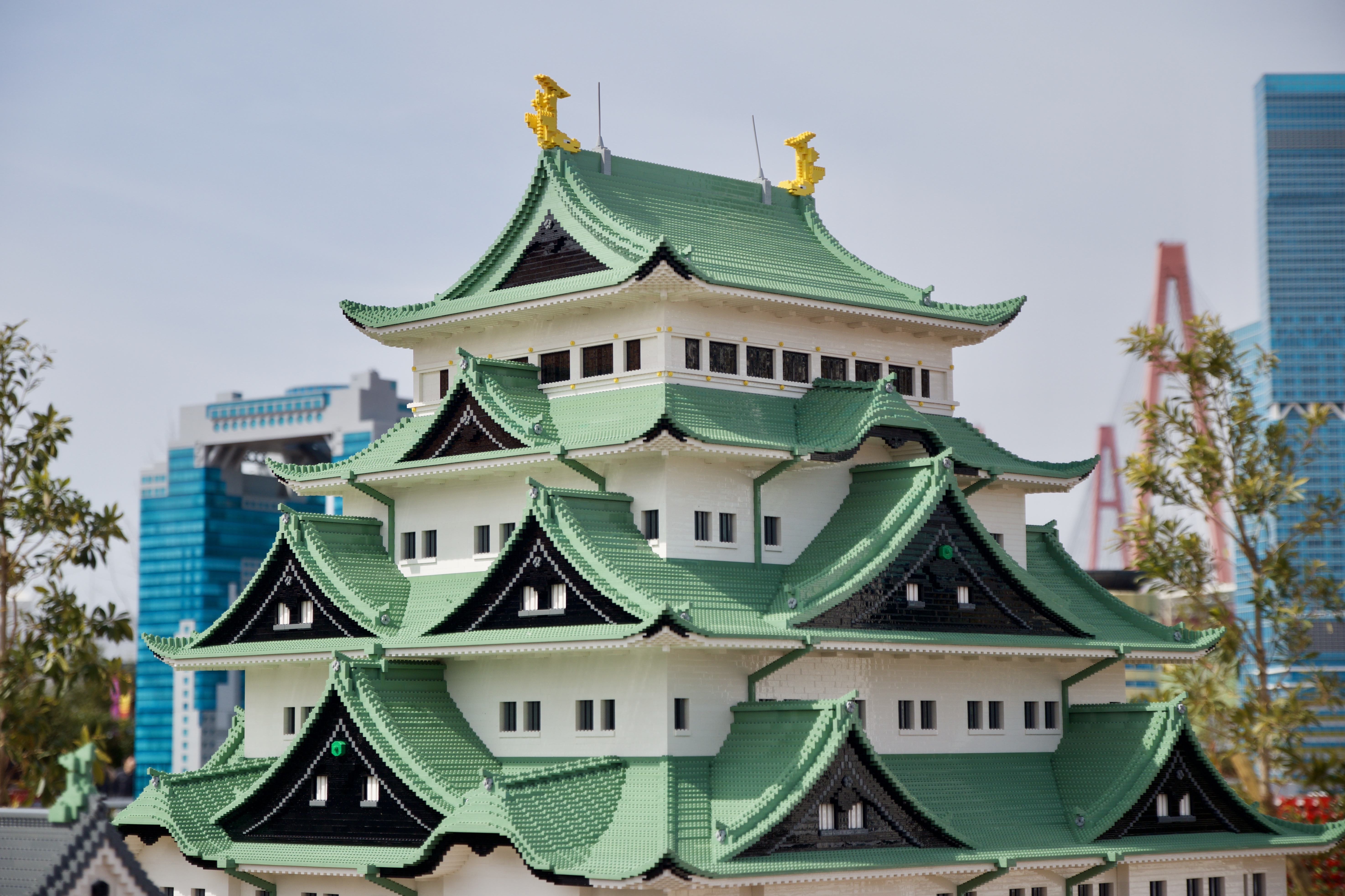
ミニランド 名古屋城（2017年3月）

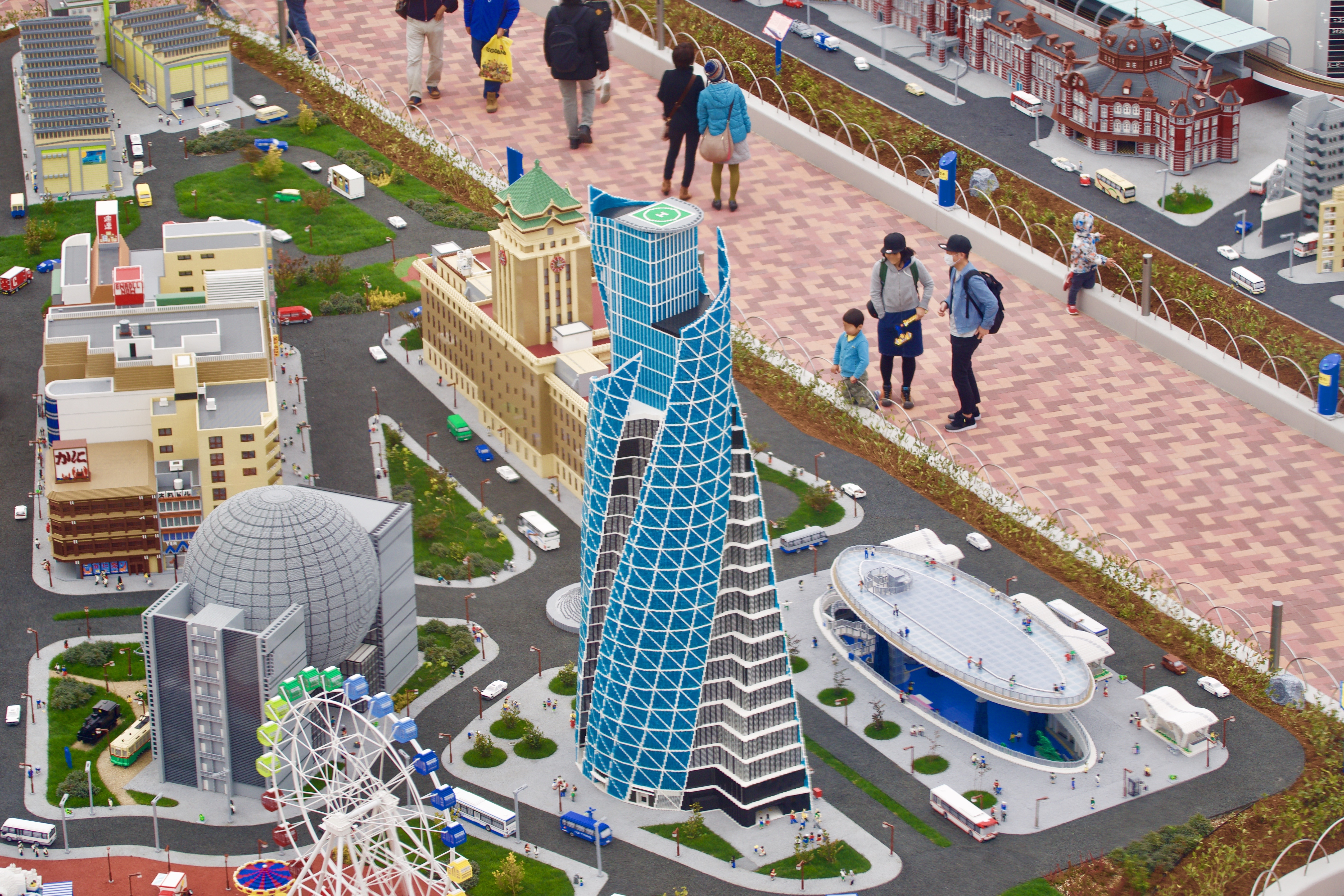
ミニランド 名古屋エリア
（2017年3月）

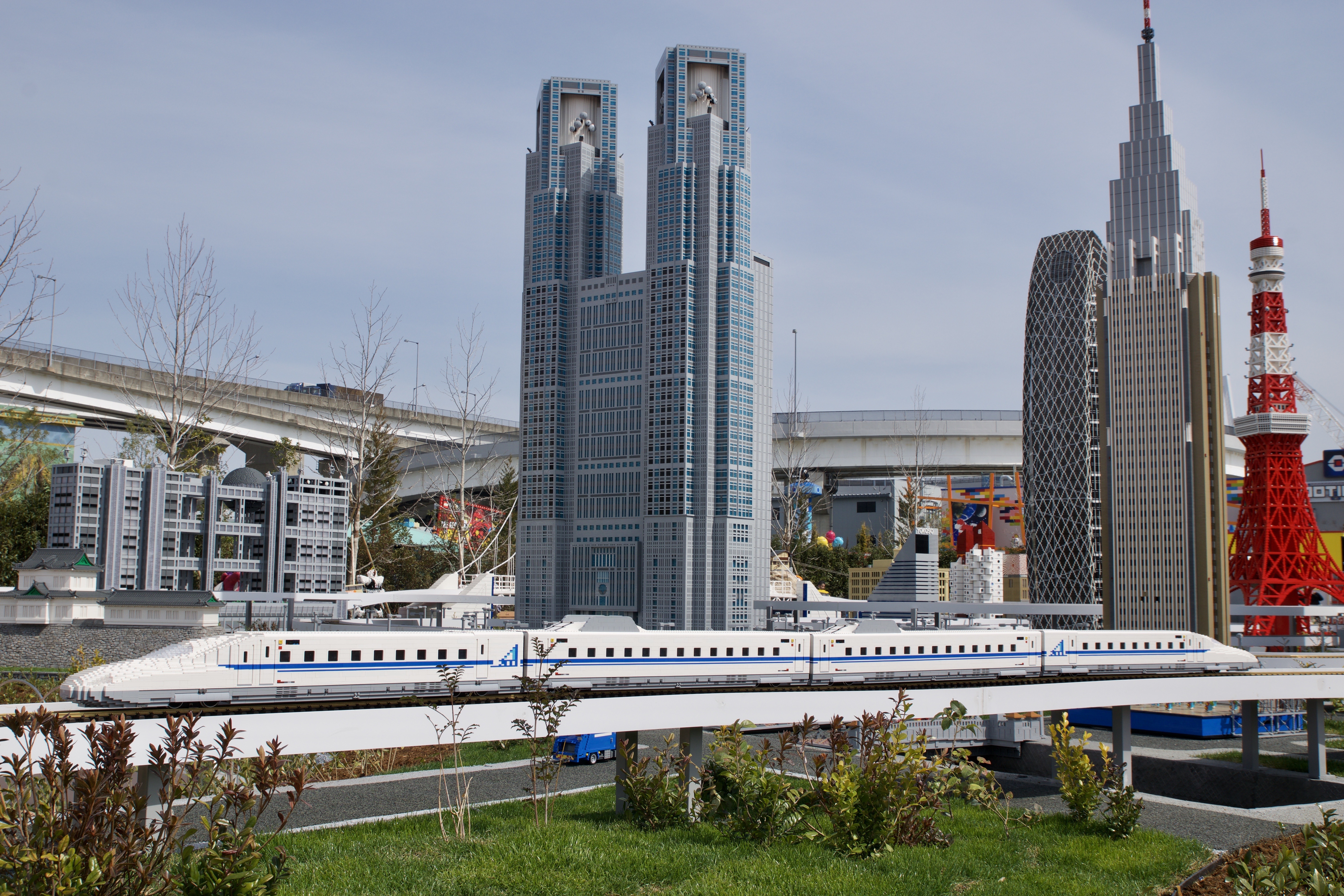
ミニランド 東日本エリア
（2017年3月）

当園が所在する名古屋市の建造物をはじめとして、日本各地の名所をレゴブロック計10,496,352個により再現している。制作は世界各地のレゴプロビルダーが担い、2年掛けて行われたという。海に近い屋外で展示するため、ブロック内には鉄板が仕込まれ、特殊な接着剤により強度が高められている。また、5年を目処にブロックを交換する予定である。

#### 名古屋
ナゴヤドーム
41万個のレゴブロックを使用し、野球観戦客の動きに至るまで緻密に再現している。
名古屋城
22万5千個のレゴブロックにより、高さ2メートルの名古屋城が再現されており、同城のシンボルである金鯱も表現されている。
- 名古屋市科学館[29]
- オアシス21[29][30]
- モード学園スパイラルタワーズ[31]
- 名古屋市役所[31]
- 名古屋港ポートビル[30]
- 南極観測船ふじ[30]

#### 西日本
- 姫路城[32]
- 通天閣[32]
- 道頓堀[32]
- 清水寺[32]
- 金閣寺[32]
- 平等院鳳凰堂[32]
- 祇園[32]
- 神戸ポートタワー[32]
- 宮島[32]
- あべのハルカス[31]
- 伏見稲荷大社[30]
- 神戸市風見鶏の館[30]

#### 東日本
- さっぽろテレビ塔[32]
- さっぽろ雪まつり[32]
- 北海道庁旧本庁舎[30]
- 東京スカイツリー[32]
- 東京タワー[32]
- 東京都庁舎
- モード学園コクーンタワー
- NTTドコモ代々木ビル
- 中銀カプセルタワービル
- フジテレビ本社ビル
- 渋谷スクランブル交差点[32]
- 浅草寺[32]
- 東京駅[31]
- 銀座四丁目交差点[30]
- お台場[30]

### レゴ・シティ
レスキュー・アカデミー
消防車を操作し、火災現場で消火作業を行う設定のアトラクション。
ドライビング・スクール
自動車教習所を模したコースで、レゴカーを操作して運転を体験できるアトラクション。対象年齢は6歳から13歳。体験後にはレゴランド・ドライビングライセンスが交付される。また、3歳から5歳までを対象とするジュニア・ドライビング・スクールもある。
コースト・ガード・エイチキュー
沿岸警備隊（コースト・ガード）となり、小型ボートに乗船し、水上をパトロールする設定のアトラクション。
ザ・ワーフ
港町を模した遊具。
パレスシネマ
4D映像が上映される。
シティ・エアポート
飛行機の操縦が楽しめる。
レゴ・シティ・ポリス・ビルディング・エクスペリエンス
ポリスステーションをモデルにした施設。
スプラッシュ・パッド
水深10cmプール。すべり台やシャワー、大量の水が降ってくるバケツの仕掛けがある。夏のアトラクション。 夏季限定
ビルド・ア・ボート
レゴブロックでオリジナルボートを組み立てる。水に浮かべて流したり競争する。

### レゴニンジャゴー・ワールド
2019年7月1日に追加して開業した。既に開業している国外のレゴランドでは人気のエリアである。面積は4,400平方メートルで、うち3100平方メートルに関しては隣接するポートメッセなごや1号館の敷地を譲り受けて整備される。空中に吊された座席が旋回する「フライング・ニンジャゴー」と称するアトラクションなど3基と忍者体験コーナーが設けられる。
混雑時はエリア内の入場制限が実施される。その場合には当日配布している整理券、免許皆伝の証、スキップパス3のいずれかが必要となる。
フライング・ニンジャゴー（Flying NINJAGO）
作品中に登場するドラゴンをモチーフにしたアトラクション。地上22メートルまで時速50kmで旋回しながら、翼を操縦して360度回転させる事も可能。同様のアトラクションはレゴランド・ドイツ・リゾートにも存在する。国内ではさがみ湖リゾート プレジャーフォレストに同型機の「極楽パイロット」が存在する。
ロイド・スピン術・スピナー（Lloyd's Spinjitzu Spinner）
2人乗りのゴンドラに搭載されたボタンを押すと、360度前後に回転するアトラクション。日本オリジナル。
カイ・スカイ・マスター（Kai's Sky Masters）
4人乗りのライドを操縦して、ターゲットを撃ち得点を競うアトラクション。ライドは前列がターゲットを撃つ銃を、後列がライドを上下させるレバーを操作する。こちらも日本オリジナル。
コール・ロッククライミング・ウォール
断崖絶壁に見立てた壁を自由に上ることができる。
ジェイ・ライトニング・ドリル
次々に点滅するボタンを制限時間の20秒以内にタップする。ニンジャに必要な反射神経や集中力を鍛えながら、高得点を目指す。

### レストラン

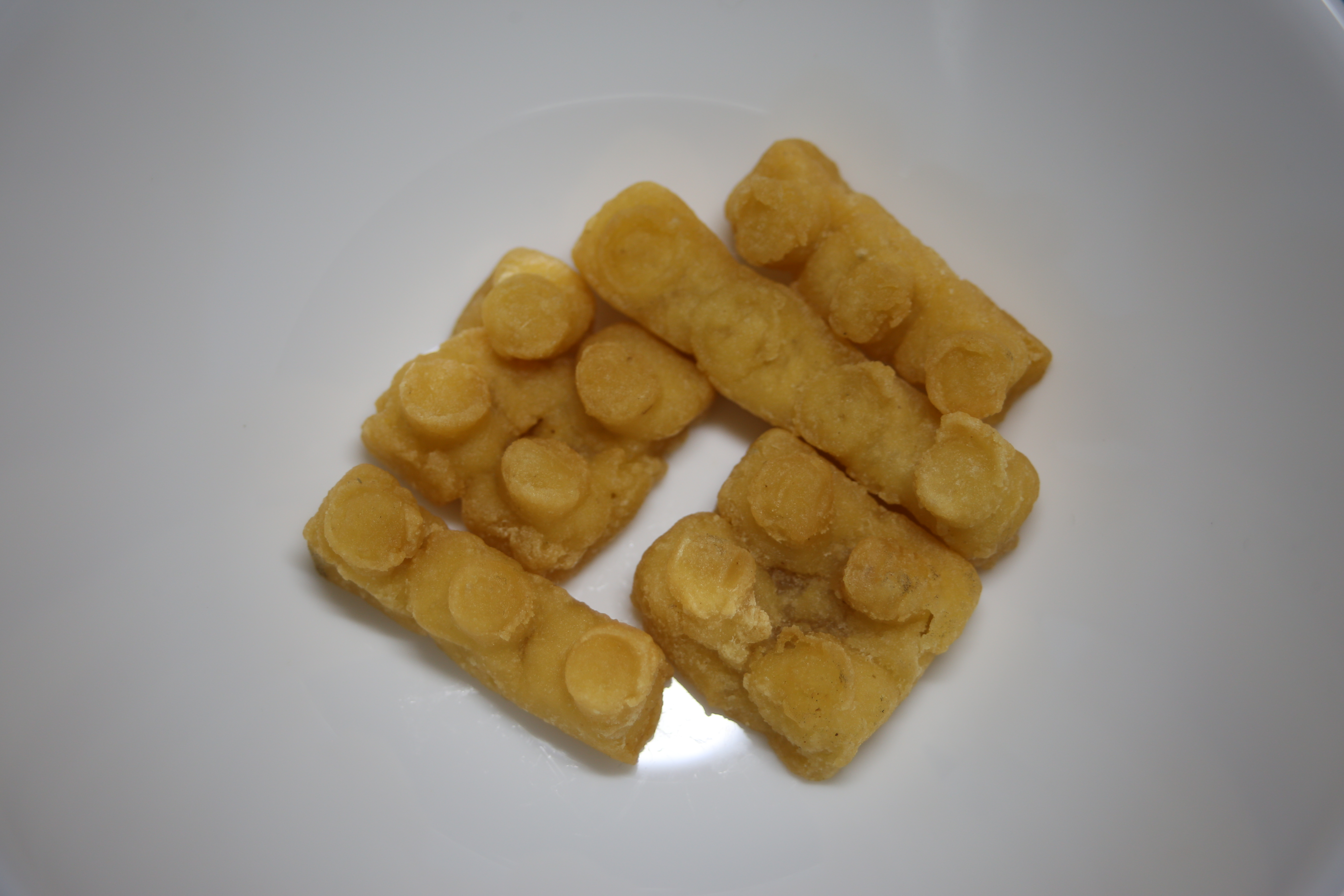
レゴランド名物の1つであるレゴポテト

園内ではそれぞれ独自の特徴を備えた5箇所のレストランと、8つのスタンドにより食事や軽食が提供されている。例えば、中世をイメージしたエリアであるナイト・キングダム内にあるナイト・テーブル・レストランではスモーブローと呼ばれるデンマーク料理を用意している。また、レゴブロックの形を模したレゴポテトや当地の名物である小倉トースト風のフレンチトーストなども販売される。

また、園内ではアルコール類の提供は行われない。
チキンダイナー（ブリックトピア）
フライドチキン専門店。屋内264席、テラス120席。
コーラル・リーフ・ピッツア・アンド・パスタビュッフェ（アドベンチャー）
ビュッフェレストラン。3種類のパスタおよび5種類のピザ、サラダバーが提供される。屋内286席、テラス席が216席用意される。大人が1990円、3歳から12歳が990円。
ブリック・ハウス・バーガー（レゴ・シティ）
ハンバーガーショップ。
ナイト・テーブル・レストラン（ナイト・キングダム）
デンマーク料理やきしめんなどの当地のメニューをはじめとした日本の料理が提供される。「るるぶ」によると、ユニバーサル・スタジオ・ジャパンのメニュー開発にも関わったシェフにより当地ならではのメニューが開発されたという。園内レストランで一番メニューが多いという。屋内230席、テラス264席。
ファクトリー・サンドウィッチ・カンパニー（ファクトリー）
サンドウィッチやパンを提供するレストラン。282席。
ニンジャ・キッチン（レゴニンジャゴー・ワールド）
レゴニンジャゴーの主人公であるカイのパワーチャーハンやニンジャカステラを販売。

## 学校団体プログラム
小学校までの学校団体を対象とした特別プログラムが用意される。これは、学習指導要領に沿った45分のワークショップをはじめとして、「ものを作りだす面白さ、表現するよろこび、想像する楽しさを体験できる」としている。また、一般利用では禁止されている弁当の持ち込みが認められる。

## 入園料
１Dayパスポートおよび年間パスポートの2種類が販売されている。2022年12月1日より繁忙期と平常期の2段階設定をさらに細分化した価格変動制を導入した。また、事前購入割引体系および年間パスポート3種の価格差も同時に見直した。

### 1DAYパスポート
1DAYパスポートの販売価格は13歳以上が6900円、3歳以上12歳以下が5300円で開園した。これは、先行するテーマパークである東京ディズニーリゾート（TDR）およびユニバーサル・スタジオ・ジャパン（USJ）と比較して、大人料金は安く、子供料金が高い設定である。入園料について朝日新聞は、当地は三世代同居が多く裕福な祖父母が孫に対して支出することを期待するものであると分析している。また、1DAYパスポートは原則として再入場ができない。これは、開園直前に決定したとされ、レゴランドの来園者の利用を見込んだMaker's Pierの利用状況に悪影響を与えたとされる。

2018年7月19日より、繁忙期（ピーク時）と閑散期（オフピーク時）で価格が変動する他、事前購入で通常より割引される（価格は以下の通り）。なお、800円の追加料金でシーライフ名古屋の入場が可能な「コンボ1DAYパスポート」も販売されている。こちらは1回に限り再入場が可能である。
|                    | 入場当日価格 | 入場当日価格 | 入場前日までの価格 | 入場前日までの価格 |
| おとな             | こども       | おとな       | こども             |                    |
| スーパーオフピーク | 5,000円      | 3,700円      | 4,500円            | 3,300円            |
| オフピーク         | 5,300円      | 3,900円      | 4,800円            | 3,500円            |
| ピーク             | 7,100円      | 4,600円      | 6,400円            | 4,100円            |
| スーパーピーク     | 7,400円      | 4,800円      | 6,700円            | 4,300円            |

※表示価格は全て税込み価格。
※当日窓口購入の場合のみ、チケット 1 枚に付き 500 円の発券手数料がかかる。

### 年間パスポート
年間パスポートは、1DAYパスポート3回分の金額より安く、TDR・USJと比べても大幅に廉価に設定されている。1DAYパスポートと異なり、再入場が可能である。また、1DAYパスポートで入場しても、園内のゲストサービスにおいて差額を支払うことで年間パスポートに変更できるサービスも用意される。このサービスは入園者の1割超が利用しており、運営会社によれば他のレゴランドと比較しても圧倒的に多いという。
|      |       | レゴランド | TDR      | USJ                  |
| ---- | ----- | ---------- | -------- | -------------------- |
| 大人 | 1日券 | 6,900円    | 7,400円  | 8,600円-10900円      |
| 大人 | 年間  | 17,300円   | 63,000円 | 48,800円（21,000円） |
| 子供 | 1日券 | 5,300円    | 4,800円  | 5,600円-6800円       |
| 子供 | 年間  | 13,300円   | 41,000円 | 33,200円（14,700円） |

その後、シーライフ名古屋にも入場できる「リゾート年間パスポート」も発売された。

2018年7月19日からの年間パスポートは3種類用意された。同年7月19日～9月2日のキャンペーン期間中は「年パス・デビュー！キャンペーン」としてそれぞれ800～3,000円安い料金設定もされた。
| 年間パスポートのタイプ | 新規価格 | 新規価格 |
| 年間パスポートのタイプ | おとな   | こども   |
| スターター ➡ レゴランド・ジャパンへの入場 ➡ 主に平日（スーパーオフピークやオフピーク）がメイン | 9,900円  | 6,500円  |
| ススタンダード ➡ レゴランド・ジャパン＋シーライフ名古屋への入場 ➡ GW、お盆期間前後、お正月、特別有料イベントの日などは除外                                                                                                  | 17,900円 | 11,800円 |
| プレミアム ➡ レゴランド・ジャパン＋シーライフ名古屋、全営業日への入場（特別有料イベントを除き） ➡ マダム・タッソー東京への入場（事前予約が必要） ➡ レゴランド・ディスカバリー・センター東京・大阪への入場（事前予約が必要） | 21,900円 | 16,900円 |

年間パスポートには特典も用意されている。
- 限定ブロックプレゼント
- レストランの食事10%割引
- 対象レストランで優先案内（土日祝限定）
- お誕生日月のお買物が20％割引
- ポップコーン割引

※上記の特典はレゴランド・ジャパン・リゾートのみ利用できます。年間パスポート・プレミアムの特典に関しては、マダム・タッソー及びレゴランド・ディスカバリー・センターは対象外。

### 割引施策
入場料の高さは開園当初から指摘されてきた。それに対し、2017年4月24日までに販売された年間パスポート1枚につき、同行者2人の入場料を半額にするキャンペーンを同年5月末まで実施し、割引の効果を検証するとしていた。この検証の結果、同年5月26日に「ファミリー1DAYパスポート」と称する割引チケットを同年内いっぱい発売することとなった。このチケットは、現地の窓口を除く入場券販売チャンネルにおいて入場の7日前より前に購入することができ、4人用が18,300円、3人用が14,700円という価格設定となっている。また、これとは別に事前購入割引として、7日前より前に購入した場合には約10パーセント、6日から2日前に購入した場合には約6パーセントを割り引くサービスを同年内いっぱい提供する。これも現地窓口では発売しない。
メインターゲットである小学生が夏期休業に入った7月29日には、年間パスポート所有者のほか、同行する2人までの来客について入園料を3割引にする割引が開始されたが、8月9日に至ってその無料化に踏み切ったという。これは子ども用年間パスポート所有者1人に対して、同行する大人2人の場合、1万3800円相当が割り引かれる計算となる。さらに、園内レストランについても年間パスポート所有者とその同行者について、一律3割引とするもので、夏休みが終わる8月31日まで行われる。
またこのほか、20名以上の団体料金として、学校団体に限り平日1400円（休日などの特定日は2000円）、一般団体は大人6555円、子供5035円の設定が存在する。
ホームタウン1DAYパスポートとして、愛知県・岐阜県・三重県・静岡県在住者限定で2018年7月13日までの期限付き地域限定チケットが販売、13歳以上のおとな料金6900円が4500円に、3歳~12歳のこども料金5300円が3300円に割引される。

### スキップパス3
対象のアトラクションを、列に並ぶよりも少ない待ち時間で優先利用できるチケット。パーク内のショップで当日販売されている。
対象アトラクション
- フライング・ニンジャゴー又はカイ・スカイ・マスター
- サブマリン・アドベンチャー
- ロスト・キングダム・アドベンチャー
- ザ・ドラゴン又はオブザベーション・タワー

## 営業時間
開園時刻は10時で共通しているが、閉園時刻が17時・18時・19時と日によって異なり、公式サイトにおいて案内がなされている。

## 休園日
遊具類のメンテナンスと従業員の休日確保のため、2017年6月以降、休園日を設ける。2017年内の休園日は、いずれも火曜日と水曜日で、閑散期を中心に6月、7月、9月、11月、12月の計34日で、6月と9月はすべての火・水曜を休園とする。海外のレゴランドでも週2日の休園日を設定したり、雪の多い地域では冬季に数カ月で休園している例があるという。2018年以降の休園日は未定としていたが、2017年同様休園日はいずれも火・水曜日で、6月、9月、11月はすべての火・水曜を休園とする計50日。

## オフィシャルパートナーホテル
名古屋市内に所在するヒルトン名古屋・名古屋観光ホテル・ロイヤルパークホテル ザ 名古屋・キャッスルプラザの4ホテルをオフィシャルパートナーホテルとして提携している。ホテルにおいてはそれぞれ専用の宿泊プランを準備する。

## オフィシャルホテル
レゴランド・ジャパンに隣接して、2018年（平成30年）4月28日にレゴランド・ジャパン・ホテルが開業した。建物は8階建てであり、1階と2階の一部には水族館のシーライフ名古屋が入居する（詳しくは後述）。レゴランド・ジャパンおよびホテル・水族館を総称して、レゴランド・ジャパン・リゾートと呼称している。
ホテル全体の収容定員は1000人ほどで、客室は252室用意されている。客室はそれぞれレゴブロックの世界観を表現した演出がなされている。
館内は海賊をモチーフとした「パイレーツフロア」やエジプトを探検するというテーマで統一された「アドベンチャーフロア」、中世ヨーロッパ風の「キングダムフロア」、シリーズの世界観を再現した「レゴニンジャゴーフロア」「レゴフレンズフロア」にそれぞれ分かれている。
宿泊料金は、通常料金として朝食付きで3万1000円を下限として設定している。
予約は2017年12月1日からホームページで受け付ける。ホテルと水族館は年中無休営業。テーマパークは繁忙期以外に休園日設定の方針。
ホテル内には飲食店が2店舗存在しており、宿泊者以外の利用も可能となっている。ビュッフェレストランは朝食時と夕食時にそれぞれ営業し、世界のさまざまな料理や当地なごやめしが提供される。また、ダイニングバーではレゴの世界観とバーの雰囲気を両立した演出がなされ、昼食時間帯・午後・夜間の営業でそれぞれ別メニューが用意されているという。
| 8階 | レゴフレンズフロア・キングダムフロア |
| 7階 | レゴニンジャゴーフロア               |
| 6階 | キングダムフロア                     |
| 5階 | アドベンチャーフロア                 |
| 4階 | パイレーツフロア                     |
| 3階 | パイレーツフロア                     |
| 2階 | シーライフ名古屋                     |
| 1階 | シーライフ名古屋                     |

- ウィキメディア・コモンズには、レゴランド・ジャパン・ホテルに関するカテゴリがあります。

### シーライフ名古屋
シーライフ名古屋は前述の通り、レゴランド・ジャパン・ホテルの1階・2階部分に位置する水族館である。2018年（平成30年）4月15日に開業した。館内は11の区画に分かれており、木曽川をテーマとした展示やおとぎ話である浦島太郎をテーマとした「竜宮城」ゾーンなどがあるという。また、レゴランド・ジャパン・リゾートの一角でもあることから、レゴブロックと魚介類を関連させた展示も行っている。
入場料はレゴランド・ジャパンとは別に設定されており、大人1900円、子供1500円となっている。レゴランドと共通入場券も存在し、大人が7400円、子供が5800円となっている。
また、入場料とは別に、館内に設定されたミッションをこなしながら展示を見てまわれる「レンジャー・ミッション・パック」やバックヤード体験ツアーがそれぞれ500円で設定されている。

開園時刻は10時だが、閉園時刻は14時・17時・18時・19時と日によって異なる。入園できるのは閉園時刻の一時間前までとなっている。
- ウィキメディア・コモンズには、シーライフ名古屋に関するカテゴリがあります。

## オフィシャルマーケティングパートナー

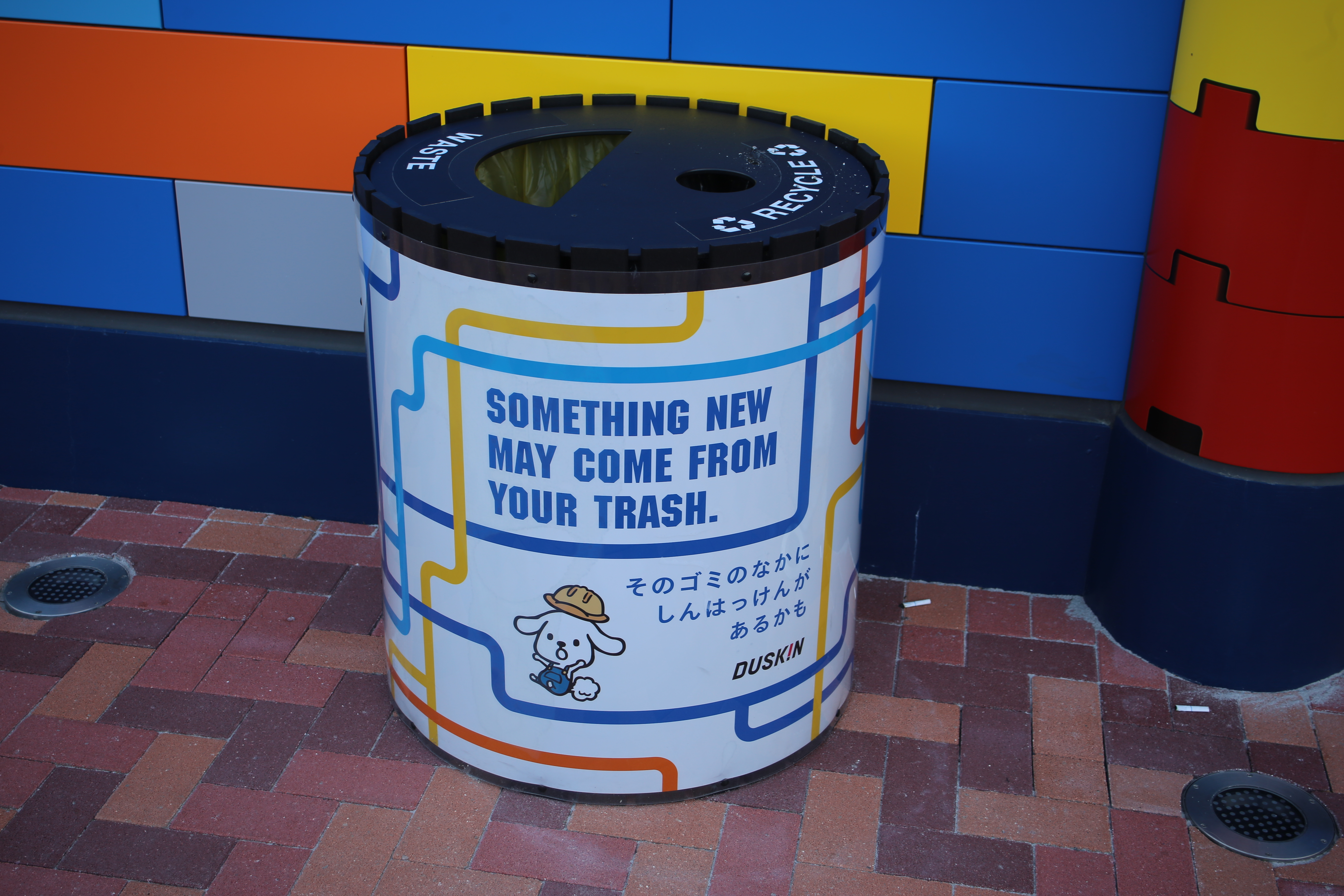
ダス犬のゴミ箱（2017年4月）

- 中部電力[公式 12]

オブザベーション・タワー内にレゴブロックによる同社電力施設の模型を展示するほか、でんきの科学館および浜岡原子力館においても同様に模型を設置する。また、ビルド・アンド・テストの出張開催を年3回予定する。
- 中日新聞社[公式 12]

中部圏を中心に発行される同社発行の中日新聞および中日こどもウイークリーを使用した広報活動を担う。また、イベント開催やノベルティの開発も予定している。
- コカ・コーラ[公式 12]

- ダスキン[公式 12]

園内において同社キャラクター「ダス犬」をデザインしたゴミ箱を各所に設置するほか、4Dシアター内でオリジナルアニメーションを放映する。
- JTB[公式 12]

オフィシャルトラベルパートナーとの位置付けにより、アトラクションへの優先入場などの付加価値をつけた旅行商品の共同開発を行う。
- プリマハム[公式 12]

園内においてビュッフェスタイルのレストランを展開する。
「過去のパートナー」
- キヤノンマーケティングジャパン[公式 12]
- 近畿日本鉄道[公式 12]
- 森永乳業[公式 12]
- セブン-イレブン[公式 12]

## 交通アクセス

### 鉄道

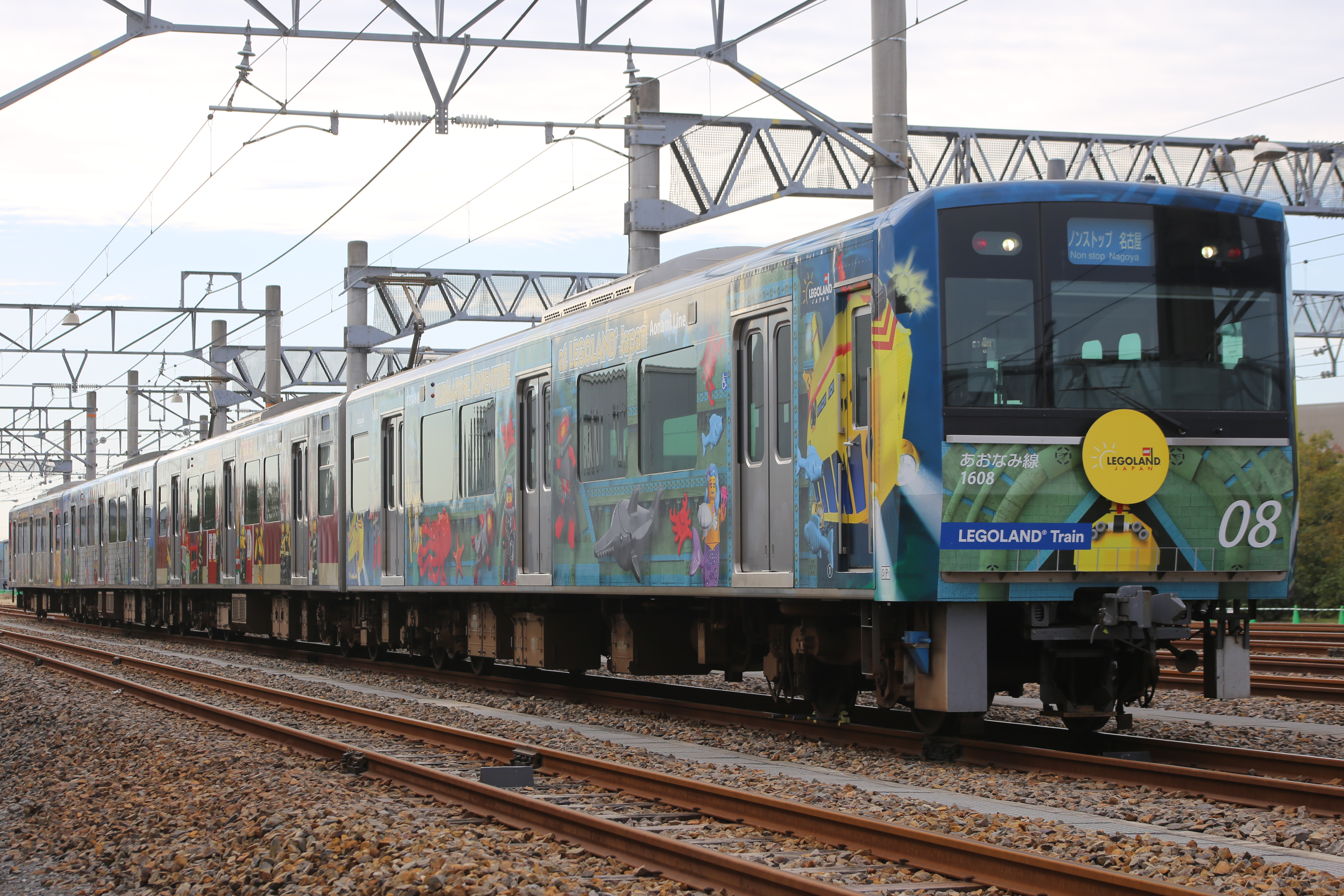
「レゴランドトレイン」（2018年11月、潮凪車庫）

徒歩5分の場所にあおなみ線の金城ふ頭駅が所在する。あおなみ線では、開業に併せて2017年3月末よりレゴブロックをモチーフとした特別列車の運行や、従来各駅停車で24分掛かっていた所要時間を17分に短縮するノンストップ列車の運行を開始し、同園への交通アクセスとしての体制を整えている。

### バス

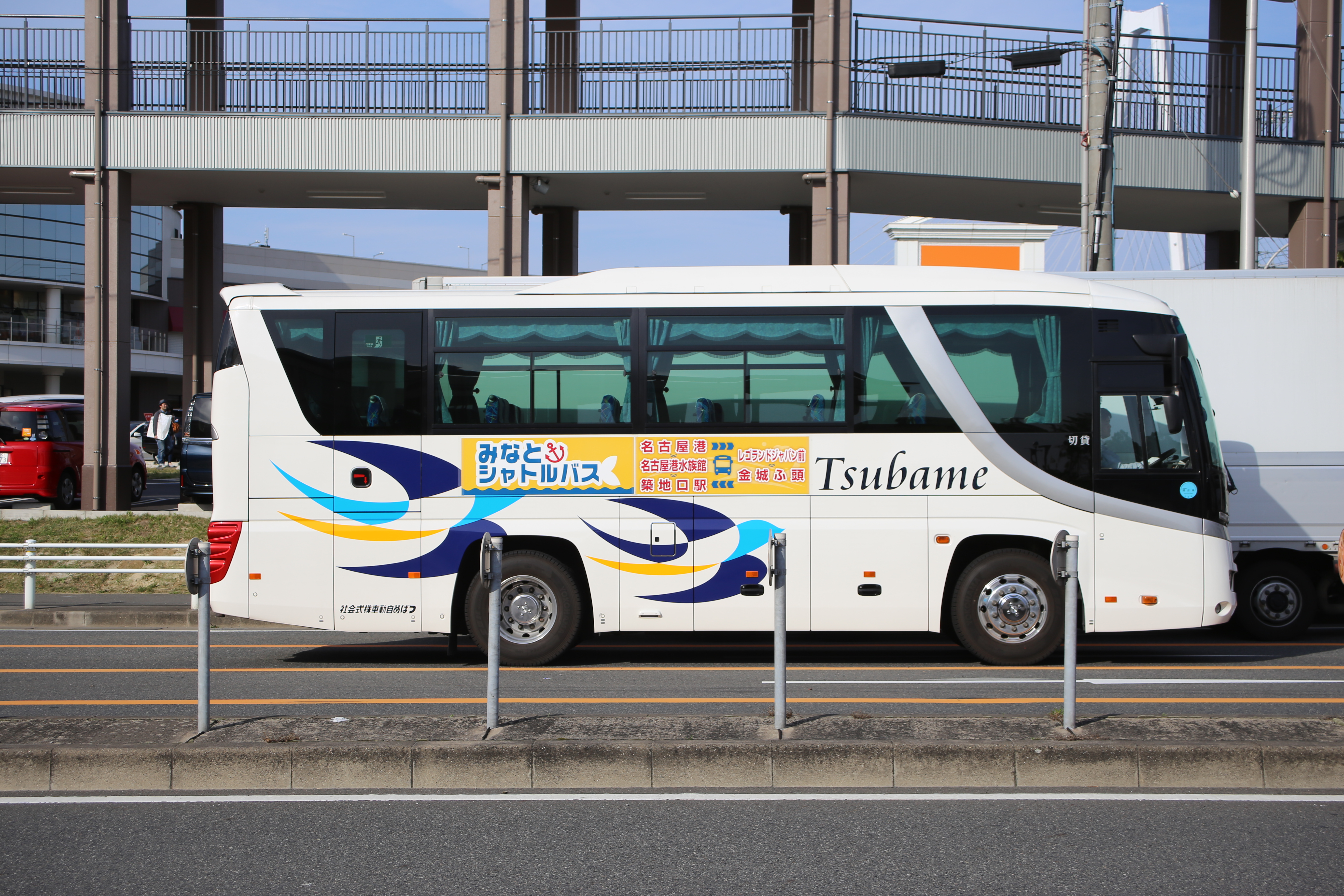
つばめ自動車 みなとシャトル（2017年4月）

レゴランド・ジャパンの開業に合わせて、金城ふ頭地区に乗り入れる路線バスが新たに開業している。ジェイアール東海バス・三重交通・つばめ自動車の3社で、三重交通は中部国際空港・桑名駅および長島温泉との間、ジェイアール東海バスは中部国際空港からの直通便、つばめ自動車は地下鉄名古屋港駅のあるガーデンふ頭との間を結ぶ。ただし、ジェイアール東海バスの路線およびつばめ自動車の路線については、2017年（平成29年）4月1日から翌年3月31日までの期間限定での運行となっている。
つばめ自動車が運行していた「みなとシャトルバス」については、実証実験期間終了とともに予定通り運行を取りやめている。

### 水上バス

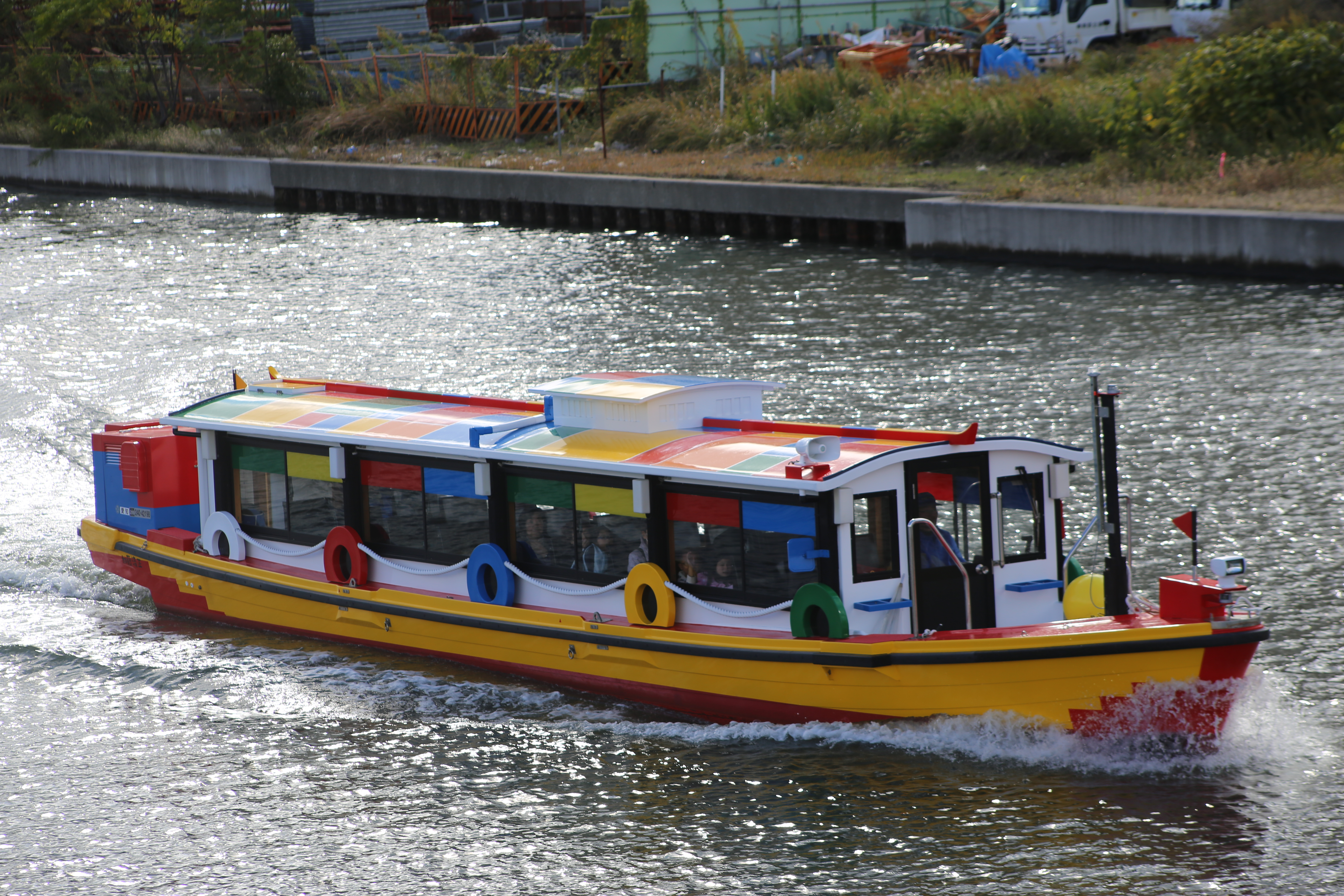
中川運河を運航する水上バス（2017年11月）

ガーデンふ頭から名古屋港ワイルドフラワーガーデン ブルーボネットを経由して金城ふ頭を結ぶ水上バス「名古屋港トリトンライン」が運航されている。また、2017年10月から、ささしまライブ24地区を起点に中川運河を通り、ガーデンふ頭を経て、金城埠頭に至る水上バスの運航が予定されている。名古屋市当局は、前述のあおなみ線を含めて「金しゃちループ」として広報する。

### 自家用車

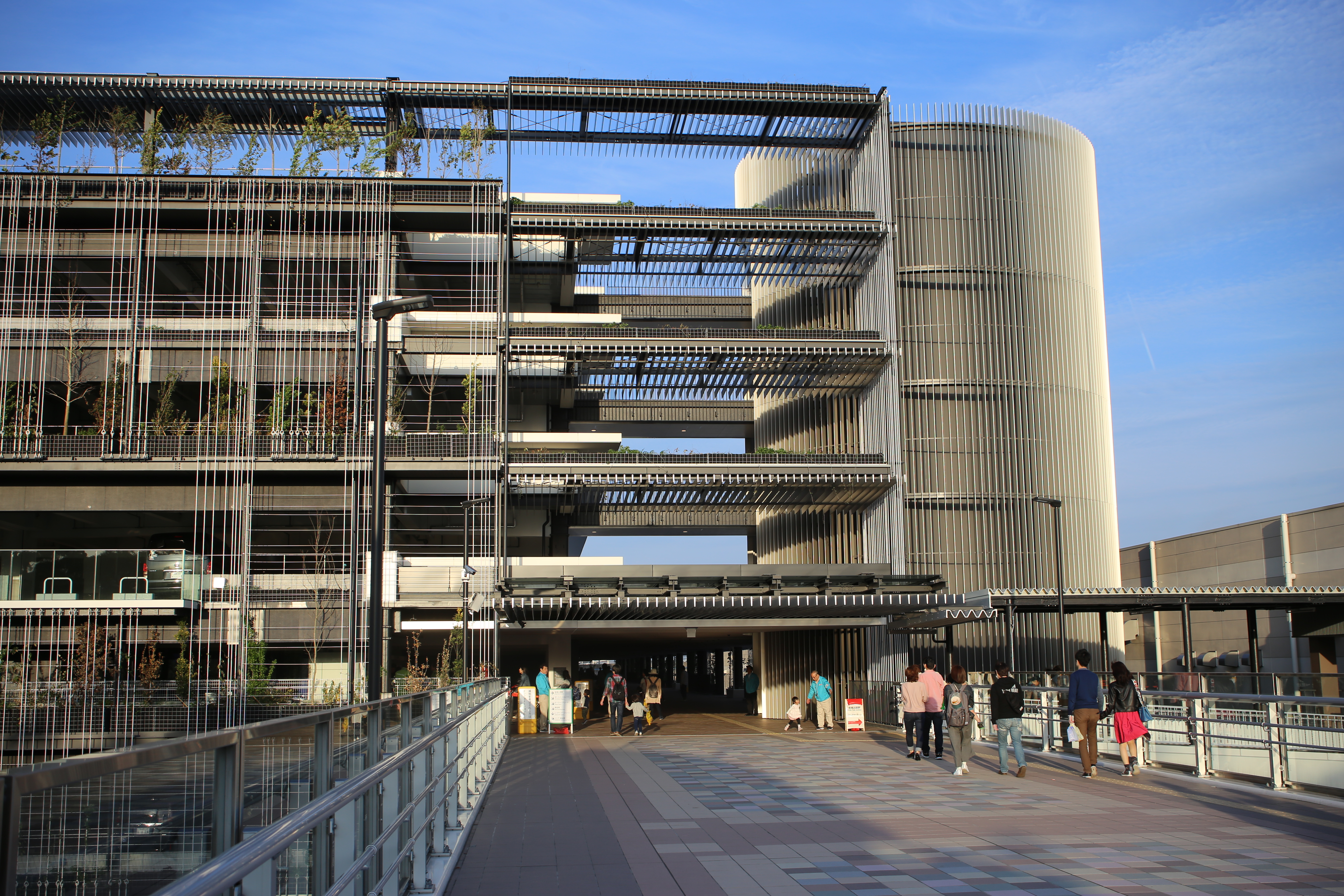
名古屋市営金城ふ頭駐車場（2017年4月）

最寄りのインターチェンジは伊勢湾岸自動車道の名港中央ICである。
専用駐車場を持たず、近接して整備された名古屋市営金城ふ頭駐車場を利用するよう案内している。入場時間は8時から22時30分と限られるが、出場に関しては24時間可能となっている。5000台収容。

## 開業後の進展
開業半年の入場人数目標100万人は達成したが、200万人入場のアナウンスを2018年に行うことはできなかった。
これまでに2度の遊具緊急停止に見舞われたが、けが人は出ていない。
2022年4月に開業5周年を迎えたレゴランド・ジャパンは、テーマパークとしては初めて名古屋市と包括連携協定を締結。主に、子どもたちへの豊かな教育活動推進、海の環境保全活動、および名古屋市の魅力発信に関わる活動に取り組む。
また、世界14ヵ国からグローバルな人材と10代～シニア世代までが集まる企業として、多様性および一人ひとりの個性を尊重し合うため、全従業員の身だしなみ基準「グルーミングスタンダード」を改定。より良い職場環境とゲストサービスの提供を目指す。

### 公式サイト
1. ↑  “LEGOLAND JAPAN について”.   レゴランド・ジャパン. 2017年4月3日閲覧。
2. ↑  “ブリック・パーティ”.   レゴランド・ジャパン. 2017年4月2日閲覧。
3. ↑  “ミニランド”.   レゴランド・ジャパン. 2017年4月2日閲覧。
4. 1 2 3  “レストラン及びスタンドのフードメニューが決定！～日本オリジナルメニューもご提供～”.   レゴランド・ジャパン (2017年3月9日). 2017年4月3日閲覧。
5. 1 2 3  “学校団体プログラム予約”.   レゴランド・ジャパン. 2017年4月4日閲覧。
6. ↑  “お食事について(学校団体のみ)”.   レゴランド・ジャパン. 2017年4月4日閲覧。
7. 1 2 3 4  “1DAY&年間パスポート”.   レゴランド・ジャパン. 2017年4月8日閲覧。
8. ↑  1DAYパスポート価格改定 および 新年間パスポート発売
9. ↑  “一般団体料金のご案内”.   レゴランド・ジャパン. 2017年4月4日閲覧。
10. ↑  “営業時間・スケジュール”.   レゴランド・ジャパン. 2017年8月17日閲覧。
11. 1 2  “屋外型キッズテーマパーク『LEGOLAND® JAPAN』オフィシャルパートナーホテルとして4ホテルと提携”.   レゴランド・ジャパン (2017年2月16日). 2017年4月3日閲覧。
12. 1 2 3 4 5 6 7 8 9 10  “オフィシャル マーケティング パートナー”.   レゴランド・ジャパン. 2017年4月13日閲覧。
13. 1 2  “オフィシャルマーケティングパートナーのお知らせ”.   レゴランド・ジャパン (2017年3月2日). 2017年4月13日閲覧。
14. 1 2  “オフィシャルマーケティングパートナーのお知らせ”.   レゴランド・ジャパン (2017年2月1日). 2017年4月13日閲覧。
15. ↑  “オフィシャルマーケティングパートナーのお知らせ”.   レゴランド・ジャパン (2017年2月14日). 2017年4月13日閲覧。
16. ↑  “オフィシャルマーケティングパートナーのお知らせ”.   レゴランド・ジャパン (2017年3月2日). 2017年4月13日閲覧。
17. ↑  “オフィシャルマーケティングパートナーのお知らせ”.   レゴランド・ジャパン (2016年12月20日). 2017年4月13日閲覧。
18. ↑  “みなとシャトルバス”.   つばめ自動車. 2018年5月27日閲覧。
19. ↑  “車をご利用の方”.   レゴランド・ジャパン. 2017年4月3日閲覧。

### WEB
1. 1 2 3 4 5  平井基一 (2015年4月27日). “レゴランドは日本3大パークになれるのか "観光不毛の地"に2017年オープン”.   東洋経済新報社. 2017年4月4日閲覧。
2. 1 2  “特定商取引法に基づく表示 LEGOLAND® Japan株式会社”.   レゴランドジャパン. 2017年11月12日閲覧。
3. 1 2 3 4 5 6 7  “LEGOLAND Japan株式会社”.   Working Abroad. 2017年4月6日閲覧。
4. 1 2 3  大竹敏之 (2017年4月1日). “「レゴランド・ジャパン」が名古屋にオープン！見どころは？”.   All About NEWS. 2017年4月3日閲覧。
5. 1 2 3 4  “【レゴランド】4/1に待ってるよ！建築物・街並みなどレゴモデル１万体　メイカーズ・ピアは3/30オープン”.   日刊建設通信新聞社 (2017年3月22日). 2017年4月4日閲覧。
6. ↑  “Legoland park for Japan to be built by 2017” (英語).   BBC (2014年6月30日). 2017年4月5日閲覧。
7. 1 2 3 4  “LEGOLAND JAPANに係る環境影響評価方法書（レクリエーション施設の建設）” (PDF).   GCDSJAPAN株式会社 (2017年1月15日). 2017年4月5日閲覧。
8. ↑  “Torben Jensen, Divisional Director at LEGOLAND Japan Limited”.   Linkedin. 2017年4月5日閲覧。
9. ↑  “新たな役割を担う「内港地区」金城ふ頭” (PDF).   名古屋港管理組合. 2017年4月5日閲覧。
10. ↑  “レゴランド・ジャパン、認定自閉症センターに　日本初”. ITmedia NEWS (2024年7月27日). 2024年8月2日閲覧。
11. ↑  “レゴランド・ジャパンが輝く！2024年クリスマスの特別体験『ブリック・クリスマス』”. テーマパークメディア　ハピエル (2024年11月22日). 2024年12月10日閲覧。
12. 1 2 3 4  “パークチケット”.   オリエンタルランド. 2017年4月8日閲覧。
13. 1 2 3 4  “ユニバーサルスタジオジャパン　チケット料金”.   テーマパークメディア　ハピエル. 2024年12月10日閲覧。
14. 1 2 3 4  東海ウォーカー・東海ウォーカー編集部. “宿泊者以外も利用OK!「レゴランド・ジャパン・ホテル」のレストランで本格グルメを楽しもう”.   オリコン. 2018年5月23日閲覧。
15. 1 2 3 4 5 6 7  東海ウォーカー・東海ウォーカー編集部 (2018年4月27日). “どこもかしこもレゴ尽くし!レゴランド・ジャパン・ホテルの客室を一挙ご紹介”.   オリコン. 2018年5月27日閲覧。
16. 1 2 3 4 5 6 7  淺野倫孝. “さかなクンも来場！名古屋の新名所「シーライフ名古屋」がグランドオープン”.   オリコン. 2018年5月23日閲覧。
17. 1 2 3  正田拓也 (2017年3月6日). “名古屋港の金城ふ頭駅へ向かう路線バスが4月強化”.   インプレス. 2018年5月27日閲覧。
18. ↑  “名古屋港トリトンライン（名古屋港水上バス）”.   東山ガーデン. 2017年4月13日閲覧。

### 新聞報道
1. 1 2 3  “【レゴランド】外観も内観もレゴの世界が満載！　レゴランド・ジャパン・ホテルがオープン” (日本語). 建設通信新聞. (2018年5月2日) 2018年5月27日閲覧。

#### 中日新聞
1. 1 2 3  立石智保 (2017年3月18日). “精巧な「名古屋」　待ち時間に遊び場　レゴの国　親子が主役　園内ルポ” (日本語). 中日新聞朝刊 (中日新聞社):  p. 38 {{cite news}}: 不明な引数|1=が空白で指定されています。 (説明)⚠
2. ↑  中野祐紀 (2017年3月19日). “レゴランド　一足お先に　プレオープンイベント開幕” (日本語). 中日新聞朝刊市民総合版 (中日新聞社):  p. 19 {{cite news}}: 不明な引数|1=が空白で指定されています。 (説明)⚠
3. 1 2 3 4 5  「レゴランドに新エリア、初の拡張へ　忍者テーマ」『中日新聞』中日新聞社、2019年1月31日。2019年2月1日閲覧。
4. ↑  “緻密に再現　名古屋城　お披露目” (日本語). 中日新聞夕刊 (中日新聞社):  p. 12. (2017年3月17日) {{cite news}}: 不明な引数|1=が空白で指定されています。 (説明)⚠
5. 1 2  “メイカーズ・ピア　脱レゴ模索　開業２カ月　明暗二分、撤退店舗も” (日本語). 中日新聞朝刊 (中日新聞社):  p. 7. (2017年5月25日) {{cite news}}: 不明な引数|1=が空白で指定されています。 (説明)⚠
6. 1 2  久野賢太郎・石原猛 (2017年4月30日). “目立った混雑なし、リピーター「着々」　レゴランド開業１カ月” (日本語). 中日新聞朝刊 (中日新聞社):  p. 3 {{cite news}}: 不明な引数|1=が空白で指定されています。 (説明)⚠
7. 1 2 3 4  “お一人様も最大１０％オフ　「家族割」導入のレゴランド” (日本語). 中日新聞朝刊 (中日新聞社):  p. 30. (2017年5月26日) {{cite news}}: 不明な引数|1=が空白で指定されています。 (説明)⚠
8. 1 2 3 4  “レゴランド　火・水曜休園　来月から閑散期　知らずに年パス購入も” (日本語). 中日新聞朝刊 (中日新聞社):  p. 1. (2017年5月2日) {{cite news}}: 不明な引数|1=が空白で指定されています。 (説明)⚠
9. 1 2 3 4 5 6  “レゴランドホテルがオープン” (日本語). 中日新聞 (中日新聞社). (2018年4月28日) 2018年5月23日閲覧。
10. ↑  2017年11月30日中日新聞朝刊30面
11. ↑  “あおなみ線にレゴ列車　３月２７日から” (日本語). 中日新聞 (中日新聞社). (2017年2月20日) 2017年4月2日閲覧。
12. 1 2  “名港開発、ナゴヤ変えるか　「行きたくない街」イメージ返上期待” (日本語). 中日新聞朝刊 (中日新聞社):  p. 1. (2017年4月2日) {{cite news}}: 不明な引数|1=が空白で指定されています。 (説明)⚠
13. ↑  “レゴランドの遊具が運転中停止　名古屋、子ども５人搭乗もけがなし”.   中日新聞 (2019年1月25日). 2019年1月25日閲覧。

#### 朝日新聞
1. 1 2 3 4 5 6 7 8  “強気の価格設定、理由は祖父母マネー　レゴランド開業” (日本語). 朝日新聞デジタル (朝日新聞社). (2017年4月2日) 2017年4月6日閲覧。
2. ↑  “レゴランド、水筒持ち込みＯＫに ペットボトルは不可” (日本語). 朝日新聞 (朝日新聞社). (2017年5月19日) 2017年5月20日閲覧。
3. ↑  「自閉症のあなたと家族、楽しめるように　レゴランドが取り組む支援」『朝日新聞デジタル』朝日新聞社、2024年7月26日。2024年9月2日閲覧。
4. 1 2 3  “レゴランドさらに大幅値下げ 夏休み中、年間パス対象に” (日本語). 朝日新聞 (朝日新聞社). (2017年8月14日) 2017年8月16日閲覧。

#### 毎日新聞
1. 1 2 3 4 5  小倉祥徳. “一日中「レゴの世界」　テーマパークに開業　名古屋・港区” (日本語). 毎日新聞中部夕刊 (毎日新聞社)
2. ↑  レゴランド１００万人突破名古屋、開業から半年 2017年9月19日配信、2018年7月18日閲覧。

#### 日経新聞
1. 1 2  “レゴの世界観生かした11ゾーン「シーライフ名古屋」” (日本語). 日本経済新聞 (日本経済新聞社) 2018年5月23日閲覧。
2. ↑  “レゴランドのコースター緊急停止　けが人なし、安全装置作動”.   日本経済新聞 (2017年6月19日). 2019年1月25日閲覧。

### 書籍
1. ↑  “レゴブロックで点字知って　名古屋のテーマパークで”.   産経ニュース (2022年3月29日). 2022年3月29日閲覧。
2. ↑  名古屋市計画局 1992, p. 516.
3. ↑  TokaiWalker編集部 2017, p. 70.
4. ↑  “レゴランドが臨時休園に‥2月29日から3月15日まで 名古屋（CBCテレビ）”. Yahoo!ニュース. 2020年2月29日閲覧。
5. ↑  “レゴランドが臨時休園 新型コロナで、3月15日まで”. 日本経済新聞 (2020年2月28日). 2020年2月29日閲覧。
6. ↑  “レゴランド休園へ＝新型肺炎、来月１５日まで”. 乗りものニュース. 2020年2月29日閲覧。
7. ↑  TokaiWalker編集部 2017, p. 72.
8. ↑  TokaiWalker編集部 2017, p. 71.
9. 1 2  JTBパブリッシング 2017, p. 18.
10. ↑  TokaiWalker編集部 2017, p. 15.
11. ↑  『日本展望タワー大全』（2020年9月10日、かねだひろ著、辰巳出版発行）114頁。
12. 1 2  TokaiWalker編集部 2017, p. 16.
13. ↑  TokaiWalker編集部 2017, p. 18.
14. ↑  TokaiWalker編集部 2017, p. 19.
15. ↑  TokaiWalker編集部 2017, p. 20.
16. 1 2  TokaiWalker編集部 2017, p. 21.
17. 1 2  TokaiWalker編集部 2017, p. 29.
18. ↑  TokaiWalker編集部 2017, p. 31.
19. ↑  TokaiWalker編集部 2017, p. 32.
20. ↑  TokaiWalker編集部 2017, p. 33.
21. ↑  TokaiWalker編集部 2017, p. 34.
22. 1 2  TokaiWalker編集部 2017, p. 35.
23. 1 2  TokaiWalker編集部 2017, p. 57.
24. ↑  TokaiWalker編集部 2017, p. 58.
25. 1 2  TokaiWalker編集部 2017, p. 59.
26. 1 2 3 4  TokaiWalker編集部 2017, p. 67.
27. ↑  TokaiWalker編集部 2017, p. 68.
28. ↑  TokaiWalker編集部 2017, p. 69.
29. 1 2  TokaiWalker編集部 2017, p. 81.
30. 1 2 3 4 5 6 7 8  JTBパブリッシング 2017, p. 43.
31. 1 2 3 4  JTBパブリッシング 2017, p. 41.
32. 1 2 3 4 5 6 7 8 9 10 11 12 13 14 15  TokaiWalker編集部 2017, p. 口絵.
33. ↑  TokaiWalker編集部 2017, p. 43.
34. 1 2 3  TokaiWalker編集部 2017, p. 44.
35. ↑  TokaiWalker編集部 2017, p. 45.
36. ↑  TokaiWalker編集部 2017, p. 46.
37. ↑  TokaiWalker編集部 2017, p. 47.
38. ↑  TokaiWalker編集部 2017, p. 48.
39. 1 2  TokaiWalker編集部 2017, p. 49.
40. ↑  TokaiWalker編集部 2017, p. 22.
41. ↑  JTBパブリッシング 2017, p. 23.
42. 1 2  TokaiWalker編集部 2017, p. 36.
43. 1 2  JTBパブリッシング 2017, p. 27.
44. ↑  TokaiWalker編集部 2017, p. 50.
45. ↑  TokaiWalker編集部 2017, p. 60.
46. ↑  JTBパブリッシング 2017, p. 12.
47. 1 2  JTBパブリッシング 2017, p. 37.
48. ↑  TokaiWalker編集部 2017, p. 74.
49. ↑  JTBパブリッシング 2017, p. 20.
50. 1 2 3 4  JTBパブリッシング 2017, p. 50.